# 三井物產株式會社舊廈
三井物產株式會社舊廈，是位於臺灣臺北市中正區台北站前商圈的市定古蹟，為野村一郎作品，落成於1922年，旁鄰勸業銀行舊廈，先後作為三井物產台北本部、國軍退除役官兵輔導委員會本部、臺灣土地銀行台北分行、高檢署查緝黑金行動中心、特偵組辦公室。現屬台灣土地銀行所有，為閒置狀態。

## 使用歷史

### 三井物產台北總部

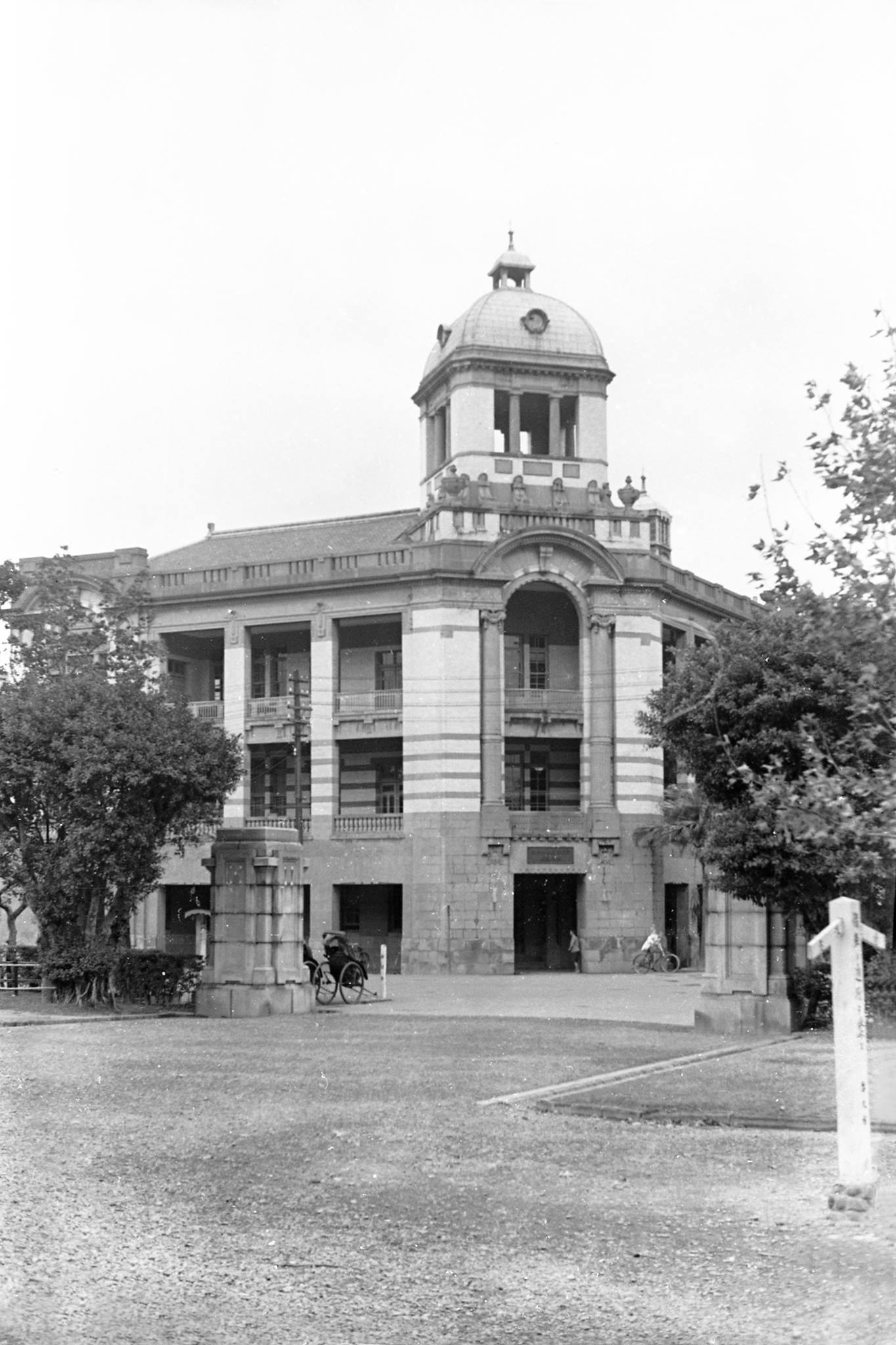
舊貌（從臺北新公園大門拍攝）

在日治時期原設立於大稻埕河岸的三井物產株式會社台北總部，因淡水河進行河岸改善工程搬遷，選擇落腳於今館前路54號，經營銀行、保險事業。此地從光緒四年（1878年）年艋舺人洪祥雲和李清琳開闢商場後，萬商雲集，吸引金融業前來。建築由野村一郎設計，1920年建立，1922年落成，總坪四百零三坪，當時地址為表町一丁目三十一番地，附近有三井物產株式會社舊倉庫。
建築外觀原為大正時期的辰野式建築，與現貌大相逕庭，一說是1940年因樑柱腐蝕而改建為現貌；另有研究顯示該建築在二戰時遭受到盟軍轟炸，破損嚴重，而在1946年由建築師盧樹森改築成今日所見之樣貌，1947年完工。
改築後的原三井物產株式會社樓層僅三層，高度卻相當於一般建築的五層樓。建築風格簡潔，立面有許多水平窗框，轉角處及兩端山牆較高且有尖塔，有垂直的裝飾性小柱。雖不具華麗搶眼的外觀，卻被視為臺灣建築史上的重要型式，因興建時正逢歐洲建築界發起由繁返簡風潮，該建築物成為少數留存的時代產物。

### 退輔會總部
尹雪曼回憶，1971年他來三井物產株式會社舊廈時，由於退輔會業務日益膨脹，空間人滿為患，他見到在退輔會研考處工作的蔣孝武還要與另外兩員共用約莫四坪大的辦公室。
1987年，退輔會以分期付款方式讓售三井物產株式會社舊廈土地。土地銀行想買下此土地以合併勸業銀行舊廈土地蓋新大樓，便出價新臺幣二億六千萬元，但1988年遭退輔會追加新臺幣六千萬元。最終退輔會以每坪新臺幣八十九萬一千九百十八元出售，賣出三百六十九坪。
1988年10月至12月，退輔會各單位陸續遷入臺北市信義區忠孝東路五段222號榮光大樓。

### 土地銀行台北分行
過去中華民國內政部審查勸業銀行舊廈的古蹟資格時，即考慮過把相鄰的三井物產株式會社舊廈列入，因其位於館前路上的醒目地點，又是日治時期老建物，認為確有保護必要。1998年3月25日，台北市民政局邀請學者專家前往勸業銀行舊廈勘查。4月29日，台北市民政局古蹟審議委員會決議提報市定古蹟。7月6日上午，台北市政府市政會議通過，以「三井物產株式會社舊廈」之名列為市定古蹟。7月22日公告為市定古蹟後，土銀於11月24日表示將提起再訴願，並委託建築師重新鑑定建物，確認並無保留價值。對此，土地銀行董事長陳棠解釋，土銀並非不關心古蹟，正打算將勸業銀行舊廈捐出作為青年畫家專用展場以回饋社會，但三井會社舊廈外表風格不如勸業銀行舊廈特殊，且國立成功大學教授在研究改建計畫評定三井會社舊廈連立面都不必保存。
土銀在訴狀中引用《中華民國憲法》第一百五十八條「教育文化，應發展國民之民族精神」，認為古蹟應具教育文化性質，三井會社舊廈為日本於台灣殖民時代之建物、非中華文化產物，又僅六十多年歷史，為一棟普通的長方形磚造三層樓房，外牆表面僅敷以水泥及碎石，經風化早已斑駁剝落，毫無建築特色可言；若定為古蹟，表彰日本軍國主義，與「發展國民之民族精神」背道而馳。2000年5月29日，行政法院判決，市定古蹟應撤銷。行政法院判決說明，此建物是否為古蹟，台北市政府固已依《台北市市定古蹟及紀念性建築物指定作業要點》等法定程序指定為市定古蹟，內政部卻於次年10月27日認為該舊廈不具備國定古蹟價值，台北市政府與內政部認定雖有「市定」及「國定」之分，惟《文化資產保存法》對古蹟定義僅一、不因指定權主體不同而異，既經內政部認定不具古蹟保存價值，則台北市政府指定同一棟建築為古蹟，即有探究餘地；原處分應予撤銷，另為適法處分。
面對臺灣第一個古蹟經指定後被法院判決撤銷的首例，台北市文化局局長龍應台擔憂，行政法院否定地方政府指定古蹟之權力，此例一開，將產生連鎖效應，引來不斷訴訟。5月30日，閻亞寧、夏鑄九、丘如華、趙工杜、葉乃齊、黃柏鈴、莊永明、賴志彰、蕭百興、卓克華等十餘位古蹟專家學者發表聯合聲明指出，行政法院判決理由完全違反當時《文化資產保存法》第二十七條地方政府有逕行指定古蹟權力之本意，倘不及時補救，很可能引起骨牌效應，國內現有四百餘處古蹟將瞬間消失。31日，龍應台邀莊永明、丘如華、趙工杜、黃柏鈴、卓克華、吳光庭、賴志彰、蕭百興等八位專家會勘，當場一致通過再將三井會社舊廈指定為市定古蹟。司法院官員認為台北市文化局反應過度、誤解該項判決文意，行政法院判決並非否定某一機關對古蹟的指定職權，台北市文化局還是有權指定，但理由必須服人。6月1日，臺北市市長馬英九與臺北市政府法規委員會主任委員陳清秀，面對臺北市議員陳惠敏質疑有挑戰行政法院判決嫌疑，答覆市府動作應合法。
2000年6月2日，在行政院副院長兼行政院文化資產保存維護推動小組召集人游錫堃邀請土銀總經理林彭郎、內政部部長張博雅及文建會副主委劉萬航等人緊急協調後，土銀決定放棄再次上訴。

### 特偵組辦公室
之後土銀將三井物產株式會社舊廈租給高檢署查緝黑金行動中心，2000年7月1日揭牌。馬英九任台北市長時，因特別費來此應訊。
高檢署查緝黑金行動中心改制為特偵組後繼續租用三井物產株式會社舊廈，2007年4月2日揭牌。陳水扁總統卸任後，因國務機要費案來此應訊。原本特偵組擬傳喚陳水扁妻子吳淑珍，唯考量沒有無障礙設施，改傳喚她至貴陽街的最高檢察署大樓應訊。法務部部長王清峰認為此處辦公室場地狹小、不便新聞媒體作業，因此中意國防部文化營區四至五樓。2009年10月特偵組遷入國防部文化營區後，特地將四樓訊問室前的廁所加裝無障礙設施，卻沒被吳淑珍用過。

## 外部連結
- 最高行政法院89年度判字第1575號判決 （页面存档备份，存于）